# Polska Federacja Turystyki Wiejskiej „Gospodarstwa Gościnne”
Polska Federacja Turystyki Wiejskiej „Gospodarstwa Gościnne’’ jest organizacją non-profit działająca od 1996 roku. 
W październiku 2007 zrzeszała 40 stowarzyszeń lokalnych i regionalnych. Stowarzyszenia zrzeszają indywidualnych kwaterodawców prowadzących działalność w zakresie agroturystyki (turystyki wiejskiej). 
Federacja dba, aby agroturystyka rozwijała się intensywnie i na odpowiednim poziomie. Rozwój ten  nie jest tylko zależny od działalności Federacji, ponieważ każda działalność uwarunkowana jest też istniejącymi w państwie przepisami prawnymi. Poza tym na jej mniejszy bądź większy rozwój ma wpływ współpraca zarówno organów rządowych jak i samorządowych z organizacjami pozarządowymi.